# Senta stenoptera
Senta stenoptera là một loài bướm đêm trong họ Noctuidae.